# Gustaf Iverus
Gustaf Herbert Iverus, född 12 juni 1889 i Piteå, död 10 maj 1973 i Bromma, var en svensk skolledare.
Gustaf Iverus var son till disponenten Johan Gustaf Iverus. Han avlade mogenhetsexamen i Luleå 1908 och studerade därefter vid Uppsala universitet där han blev filosofie magister 1912, filosofie licentiat 1921 samt filosofie doktor 1925. Iverus doktorsavhandling, Hertig Karl av Södermanland, Gustav III:s broder (1925) gav en nyanserad bild av hertig Karl och en framställning av tidens kultur- och hovhistoria. Han blev adjunkt vid Uppsala högre allmänna läroverk 1919 och lektor i modersmålet och historia där 1929. Dessförinnan hade han 1927 varit lektor vid Skara högre allmänna läroverk och var från 1934 rektor vid Bromma högre allmänna läroverk. Iverus var ledamot av 1940 års skolutredning. Han var ordförande i Stockholms skolidrottsförbund från 1936 och vice ordförande i Sveriges skolungdoms gymnastik- och idrottsförbund från 1938. 1943 blev han ledamot av styrelsen för skidfrämjandet och samma år ledamot av överstyrelsen för Svenska Röda Korset.